# نوده فاراب
نوده فاراب ، روستایی از توابع بخش عمارلو شهرستان رودبار در استان گیلان ایران است.
روستای نوده از توابع دهستان کلیشم در نیمه شرقی شهرستان رودبار در بخش عمارلو، ۴۵ کیلومتری جهت شرقی جیرنده، در طول جغرافیایی ۳۶ درجه و ۳۸ دقیقه و عرض ۵۰ درجه و ۳ دقیقه در ارتفاع ۱۶۰۰ متری از سطح دریای آزاد در جنوب استان گیلان واقع شده‌است.

## جمعیت
این روستا در دهستان کلیشم قرار دارد و براساس سرشماری مرکز آمار ایران در سال ۱۳۸۵، جمعیت آن ۱۸۵ نفر (۵۷خانوار) بوده‌است.

## جغرافیای انسانی
روستا دارای ۶۰ خانوار و جمعیتی در حدود ۲۴۰ نفر است. زبان مردم روستا گیلکی بوده و دارای پوشاک زنانه محلی است که شامل مندیل، جلیقه، تومان و پیراهن بلند است.

## پیشینه و تاریخ نوده فاراب
روستای تاریخی نوده از نظر معماری با توجه به مصالح به کاررفته (خشت خام، سنگ، چوب، ملاط، کاهگل) با بافت پیچیده و درهم دارای ویژگی و اهمیت خاص خود است. این روستا با داشتن چهار محوطه شاخص فرهنگی، تاریخی، باستانی، مربوط به دوره‌های پیش از تاریخ و تا دوران تاریخی را شامل می‌شود. یک غار استقراری بسیار مهم به نام غار چپلک و دو محوطه گورستانی به نام‌های قبرستان کول و سیاه ریز و یک محوطه استقراری تاریخی به نام قبرستان دوبرادران است که از دیدگاه باستان‌شناسی در منطقه گیلان و عمارلو اهمیت دارد.

## مراسمات و جشن‌ها

جشن انار چینی در روستای نوده فاراب